# Ferkolj
Ferkolj je priimek v Sloveniji, ki ga je po podatkih Statističnega urada Republike Slovenije na dan 1. januarja 2010 uporabljalo 78 oseb in je med vsemi priimki po pogostosti uporabe uvrščen na 5.385. mesto.

## Znani nosilci priimka
- Ivan Ferkolj, zdravnik internist, gastroenterolog, prof. MF
- Janez Ferkolj, udeleženec Zbora slovenskega naroda v Kočevju
- Janez Ferkolj (*1979), teolog, duhovnik
- Stanislav Ferkolj, slovenski elektrotehnik